# Джон Гілберт (натураліст)
Джон Ґілберт (англ. John Gilbert; 1812, Лондон, Англія — 28 червня 1845, Австралія) — англійський натураліст і мандрівник.

## Біографія
Ґілберт народився в Лондоні, навчався на таксидерміста, і працював за фахом у тамтешньому зоологічному товаристві. Він став куратором Товариства Природної Історії Шропширу й Північного Уельсу в Шрусбері, але так як товариству не вистачало коштів, його контракт був розірваний в 1837 році, а в наступному році він виїхав до Австралії, де перебував до своєї загибелі в 1845 році.

В основному був колекціонером птахів та інших тварин, хоча також збирав рослини для Джона Гульда на південно-заході Західної Австралії між 1840 і 1842 роками. У Австралії він пробув деякий час з поселенкою, пані Брокман, яка писала про нього: «Він мав звичай виходити після сніданку, якщо не ланчу, і ми рідко бачили його до кінця дня, коли він приходив з кілька птахами і починав ретельно працювати зі шкірою, обдираючи і наповнюючи їх до настання темряви …. Він був ентузіастом в своїй справі, не жалів себе і часто приходив в абсолютно втомлений від довгого дня бродіння за тією чи іншою птахою, але, щасливий, як дитина, якщо йому вдалося підстрелити її».